# 西スラヴ人

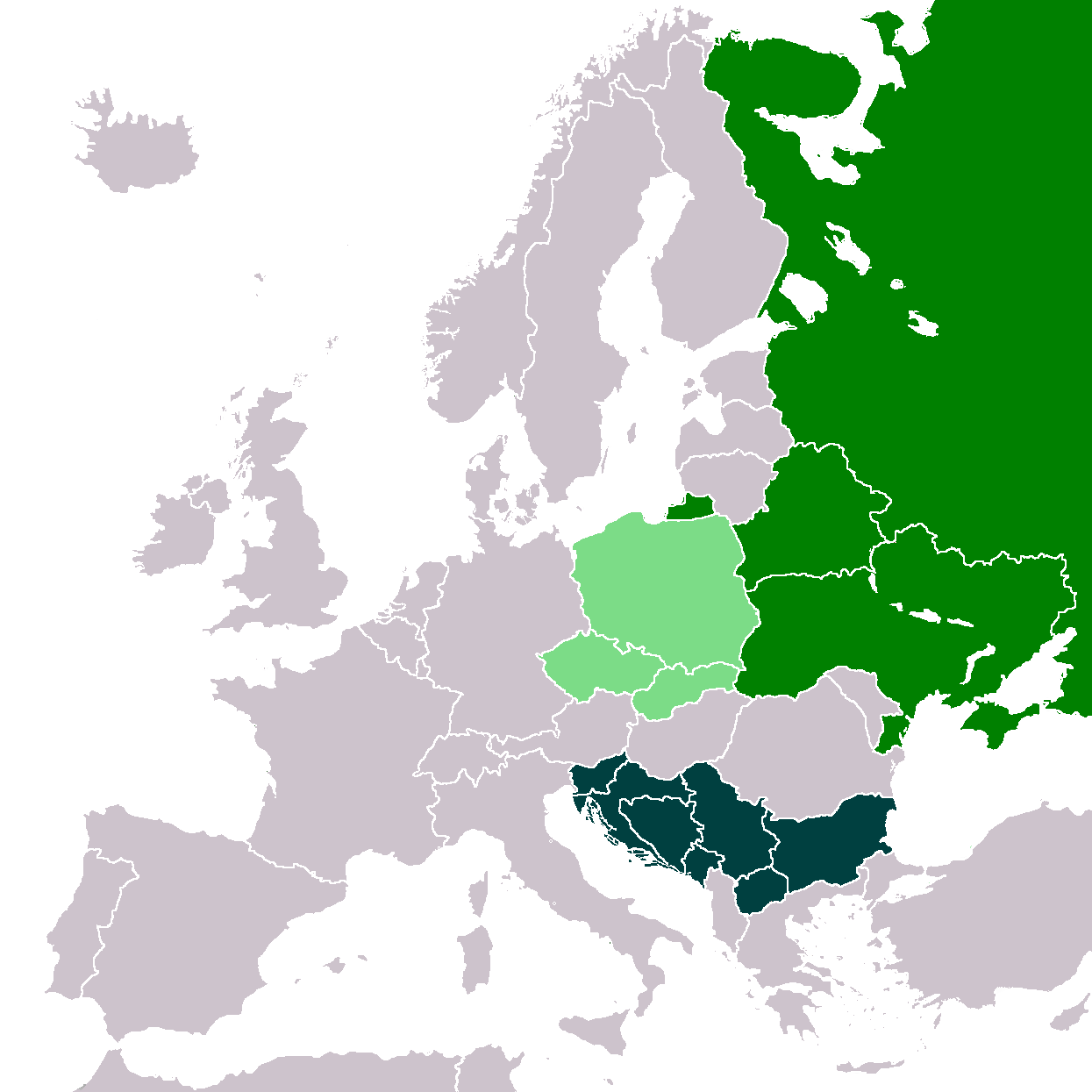
西スラヴ人が多数を占める国

西スラヴ人（にしスラヴじん）は、スラヴ人の中で、西スラヴ語を話すチェコ人、ポーランド人、スロバキア人、カシューブ人、 ソルブ人を指す、レヒト人グループも含む。このうちカシューブ人はすでにポーランド人に同化され、ソルブ人もドイツ社会に取り込まれているが、他の西スラヴ人は今日まで彼らの文化的なアイデンティティを保ち続いている。西スラヴ人社会は西ヨーロッパ諸国に倣って神聖ローマ帝国と政治的に連携することで発展してきた。

## 歴史

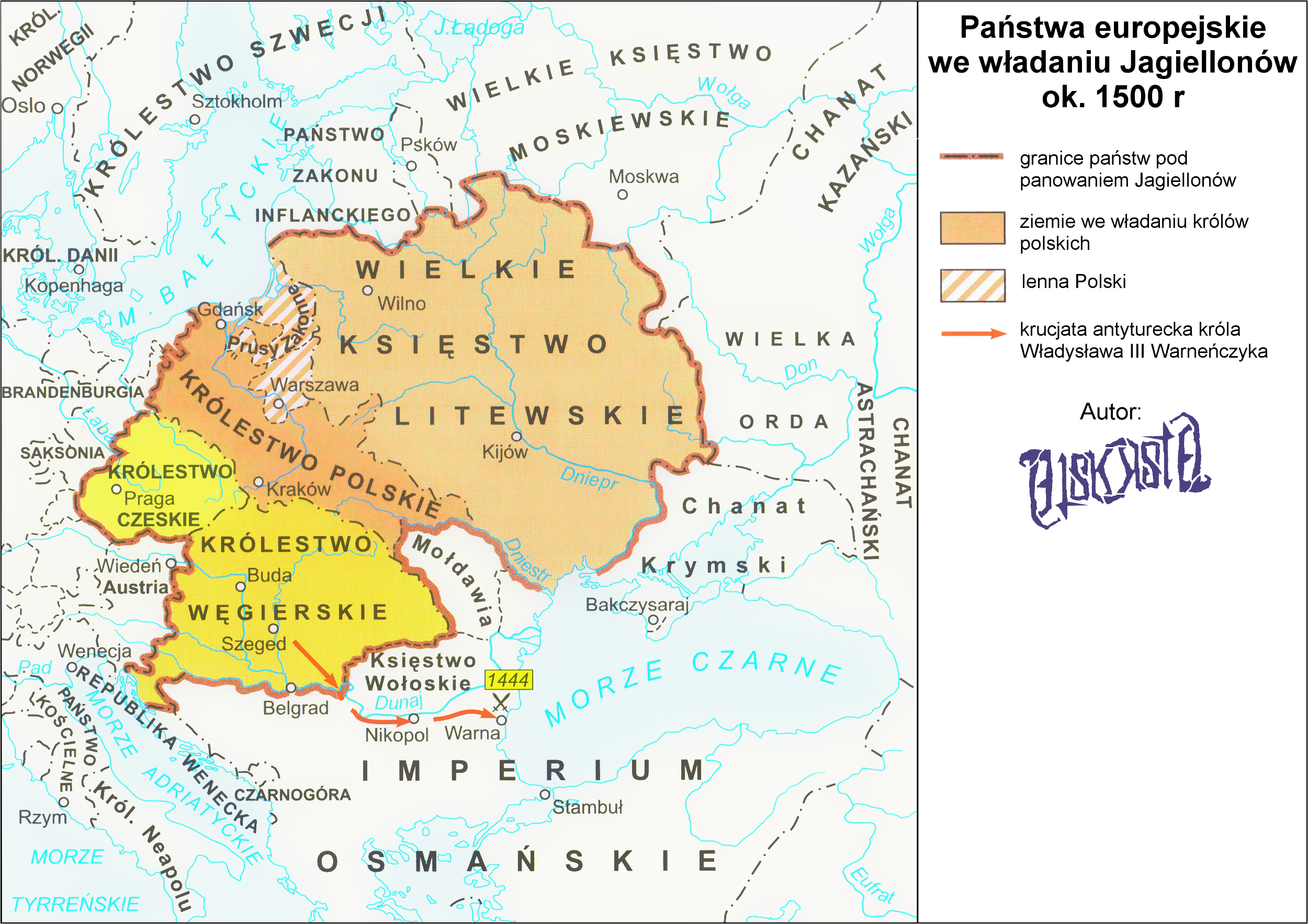
ヤギェウォ朝の諸国

考古文化としては古い順から、球状アンフォラ文化、ウーニェチツェ文化（の東群）、トシュチニェツ文化（の西群）、ルサチア文化、ポメラニア文化、プシェヴォルスク文化、プラハ・ペンコフ・コロチン文化複合（特にそのうちのプラハ・コルチャク文化）と連続性をもって発展しており、最後のプラハ・コルチャク文化の時代にはじめて「スラヴ人」という名で歴史書に登場している。この時代とその直前のプシェヴォルスク文化の時代、この一帯の住民はヴァンダル人ないしヴェンド人と呼ばれていた。ホルヴァト人（のちのクロアチア人）、ソルブ人（のちのセルビア人）、カランタニア人（のちのスロベニア人）などは5世紀から6世紀にかけ故地のポーランドから大量に南下移動してバルカン半島に定住、南スラヴの諸民族を形成した。ソルブ人の一部は南下していったソルブ人（のちのセルビア人）と別れてオーデル川を越え西へ移動し現在のドイツ東部に定住、「白ソルブ人」と呼ばれ、彼らは「ソルブ人」として現在もドイツに存続している。北方の人々と南方へ移住した人々の間にあるパンノニア平原にはその後9世紀よりハンガリー人（マジャール人7部族とハザール人3部族の遊牧民連合）が東方から侵入してハンガリー人国家を建て、北と南のスラヴ系の人々はパンノニアで政治的に分断され、さらにカランタニアにはドイツ人が侵入していき分断を強めた。その後北の人々は西スラヴ人、南の人々は南スラヴ人となって、それぞれ独自の政治史を歩むようになった。記録に残る最初の西スラヴ人の国々は、彼らの生存圏の南方で興ったサモ帝国（623年 - 658年）、モラヴィア王国（833年 - 907年）が知られている。ソルブ人といくつかのほかの西スラヴ部族は早期から神聖ローマ帝国の直接の支配下に入り、19世紀の終期にはドイツ人によって同化されてしまった。東部に住むポーランド人は10世紀に自分達の国を作り、20世紀にカシューブ人を同化した。ポーランドは何世紀にもわたり西の隣国と密接な関係を保ち、ポーランド王ボレスワフ1世は神聖ローマ皇帝オットー3世からFrater et Cooperator Imperii（帝国の兄弟とパートナー）とまで謳われた。チェコ人は西部のボヘミア人と東部のモラヴィア人（の西部住民）から成っているが、10世紀に自分たちの国ボヘミアを作り、後にドイツ系住民の政治力が優勢となり、神聖ローマ帝国に加わった。スロヴァキア人はもともとモラヴィア人のうちの東部住民で、10世紀から11世紀にかけて徐々にハンガリー王国の支配下に入った。これらの国々とリトアニアおよびハンガリーを加えた諸国は15世紀終盤にはポーランドのヤギェウォ朝の君主を同時に戴く広大かつ緩い国家連合を形成した。チェコ人とスロヴァキア人はともに1526年以降、ドイツ系のカトリック教徒の政治勢力が再び力を増しハプスブルク君主国の支配下に入った。

## 西スラヴ人グループ
- レヒト人（英語版）グループ
  - ポーランド人
  - シレジア人
  - カシューブ人

- チェコ・スロバキアグループ
  - チェコ人
    - ボヘミア人（英語版）
    - モラヴィア人

  - スロバキア人

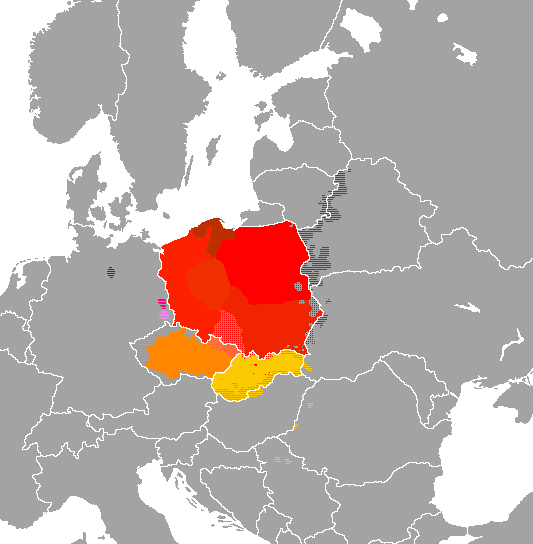
西スラブ諸語の分布
ポーランド語
カシューブ語
チェコ語
スロバキア語
高地ソルブ語
低地ソルブ語

- ソルブ人 (Serbo-Lusatians)
  - en:Milceni (上部ソルブ人)
  - en:Lusatians (下部ソルブ人)